# Libération de Saint-Malo
 (septembre 2012).
Si vous disposez d'ouvrages ou d'articles de référence ou si vous connaissez des sites web de qualité traitant du thème abordé ici, merci de compléter l'article en donnant les références utiles à sa vérifiabilité et en les liant à la section « Notes et références ».
Libération de la France
Batailles
2e campagne de France
- Corse
- Limousin
- Ain et Haut-Jura
- Les Glières
- Ascq
- Division Brehmer
- Mont Mouchet
- Opérations SAS en Bretagne
- Bataille de Normandie
- Guéret
- Brigade Jesser
- Cornil
- 1er Tulle
- 2e Tulle
- Argenton-sur-Creuse
- Oradour-sur-Glane
- 1er Ussel
- Saint-Marcel
- Saffré
- Mont Gargan
- Vercors
- Penguerec
- Lioran
- Égletons
- 2e Ussel
- Débarquement de Provence
- Port-Cros
- La Ciotat
- Toulon
- Martigues
- Marseille
- Nice
- Rennes
- Saint-Malo
- Brest
- Paris
- Mont-de-Marsan
- Montélimar
- Maillé
- Écueillé
- La Saulx
- Meximieux
- Nancy
- Colonne Elster
- Dunkerque
- Arracourt
- Saint-Nazaire
- Lorient
- Metz
- Royan et de la pointe de Grave
- Campagne de Lorraine
- Colmar

Front d'Europe de l'Ouest
Front d'Europe de l'Est
Campagnes d'Afrique, du Moyen-Orient et de Méditerranée
Bataille de l'Atlantique
Guerre du Pacifique
Guerre sino-japonaise
La libération de Saint-Malo et de ses environs, par les troupes Alliées, a lieu en août 1944 à la fin de la Seconde Guerre mondiale.
La cité d'Aleth, l'ile de  Cézembre, la pointe de la Varde ont été fortifiées par les allemands, les combats durent plusieurs semaines. La vieille cité malouine, Saint-Malo intra-muros, est entièrement dévastée par les bombardements américains et les incendies qui suivent,.

## Contexte
En 1940, les Allemands entrent dans Saint-Malo.

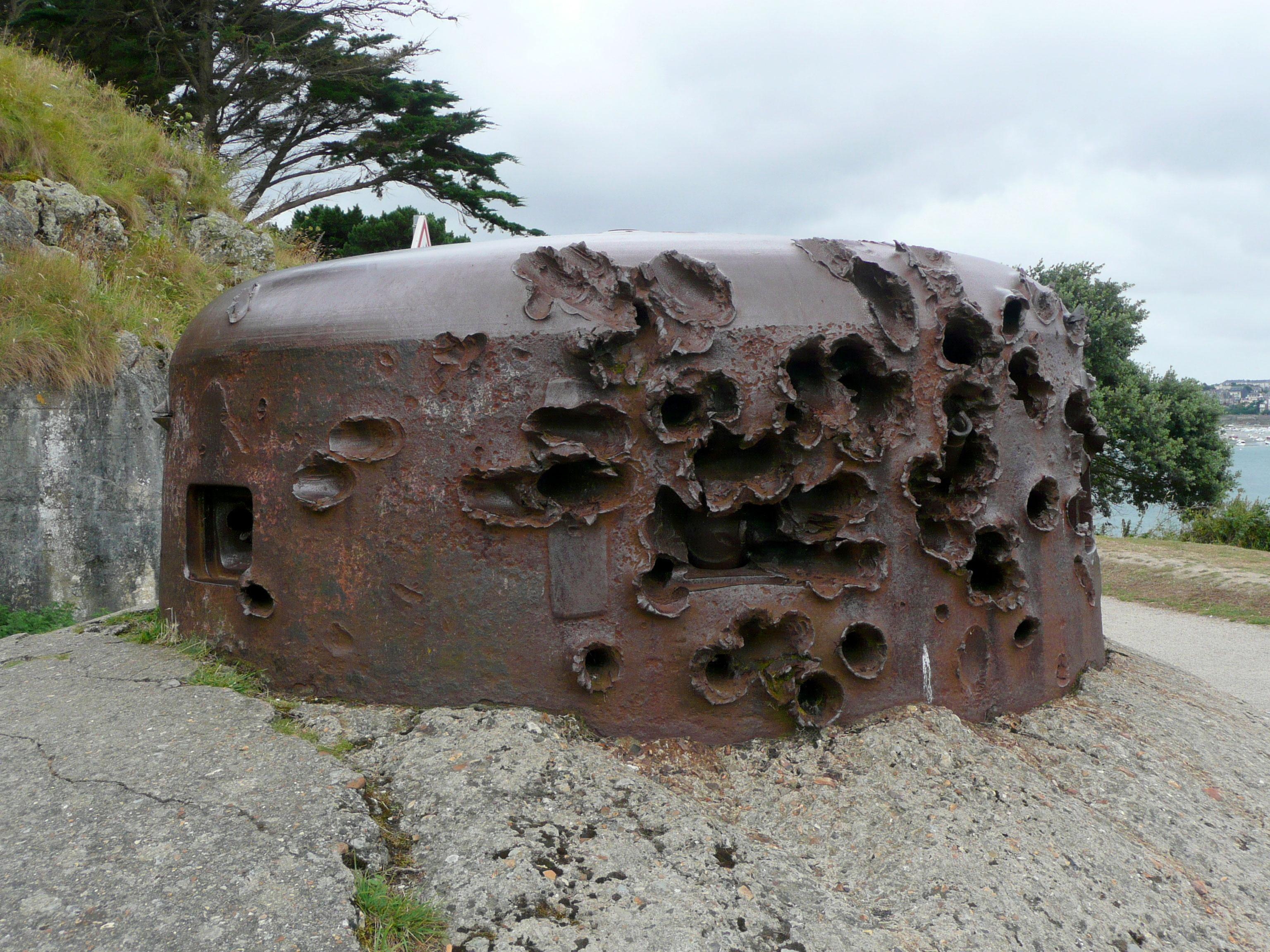
Une des tourelles de tir allemandes entourant Aleth. Les impacts des obus témoignent de l'intensité du tir d'artillerie allié.

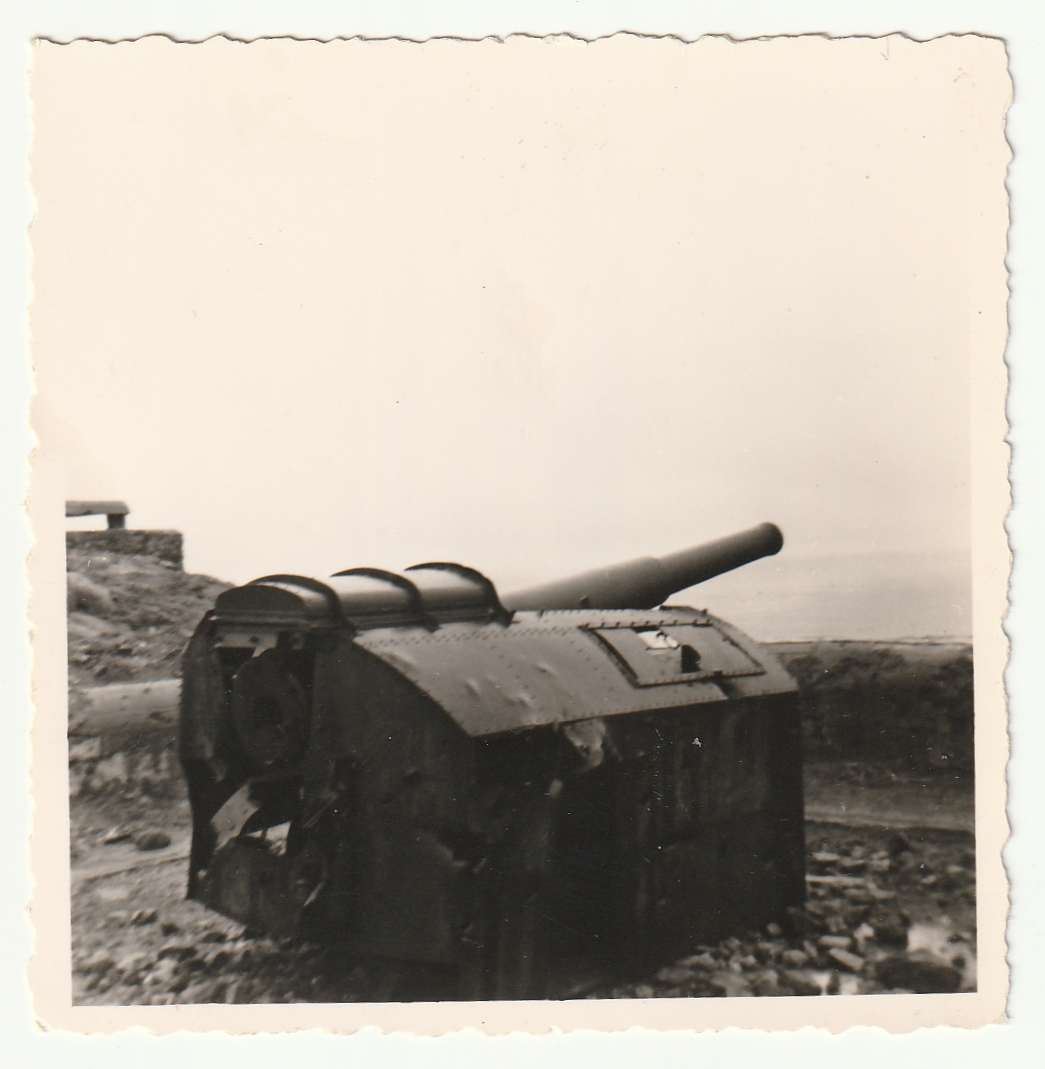
Vestige de batterie côtière allemande de défense de la baie de Saint-Malo en 1944

La réussite de l'opération Cobra (25-30 juillet 1944), et la percée d'Avranches qui s'ensuit, marque la fin de longues semaines de piétinement des Alliés sur le front normand. Les troupes américaines s'engouffrent en quelques jours en Bretagne. Les troupes allemandes présentes dans la péninsule se replient alors dans les principaux ports, transformés pour la plupart en Festung, en forteresses, comme à Brest, Lorient et Saint-Nazaire. C'est le 8e Corps d'armée, appartenant à la Troisième Armée américaine du général Patton qui a pour mission de s'emparer des ports bretons, afin de faciliter l'acheminement sur le front européen de troupes et de matériel, en provenance directe des États-Unis. Le port de Cherbourg est alors le seul port en eaux profondes entre les mains des Alliés et n'est que partiellement opérationnel après une large destruction par les Allemands.
Dès le départ, le général George S. Patton Jr ne considère pas Saint-Malo comme un objectif important, il a demandé à ses troupes de se concentrer sur Brest, et regarde dans le même le temps vers l'Est de la France, qui lui semble être l'objectif le plus important. Il n'envoie qu'un corps d'armée au lieu des trois prévus initialement.
Le général Troy Middleton, commandant du 8e Corps d'armée (VIII US Army Corps), est beaucoup plus prudent. Rapidement, au fur et à mesure que ses troupes s'enfoncent en Bretagne,  il est préoccupé par le fait de laisser une place forte sur ses arrières qui peut être renforcée par l'envoi sur le continent de la 319e division d'infanterie allemande stationnée sur les îles Anglo-Normandes. Il prévoit d'envoyer la 6e division blindée pour réduire Saint-Malo.
Les troupes allemandes qui refluent de Normandie vers la Bretagne, battant en retraite devant l'avance des Alliés, ont renforcé la forteresse malouine. On estime à environ 13 000 hommes les forces allemandes[réf. nécessaire] avec notamment les restes de la 77e division d'infanterie et des divers Kampfgruppen (groupes de combat) envoyés à Saint-Malo par d'autres divisions (comme ceux de la 2e division parachutiste, la 266e division d'infanterie ou encore la 343e division d'infanterie) pour y renforcer les troupes, ainsi que des soldats isolés de leurs divisions en Normandie (comme ceux de la 5e division parachutiste).

## Les combats

### Avancée américaine vers la Forteresse de Saint-Malo
Le 2 août 1944, le CCB (Combat Command B) de la 6th Armored Division (6e division blindée américaine) arrive dans le secteur de Saint-Malo. Il ignore cependant la ville, en passant très au sud suivant la départementale D 10, l'objectif de la division étant Brest. Le 3 août 1944 la Task Force A (composée pour l'essentiel du 15th Cavalry Group et du 705th Tank Destroyer Battalion) arrive à son tour sur zone, après un combat à l'est de la ville de Dol-de-Bretagne. La Task Force contourne cette ville et progresse sur le même itinéraire que le CCB de la 6th Armored Division le jour précédent, à Lanhélin. Elle part en direction de Miniac-Morvan où a lieu une escarmouche. Le lendemain, l'unité progresse en direction de Châteauneuf-d'Ille-et-Vilaine, considéré comme le verrou de la première ligne de défense de Saint-Malo. Entretemps dans la journée, la 83e division d'infanterie américaine arrive dans la région, sa mission étant de prendre la forteresse Saint-Malo/Dinard. C'est avec le concours d'un des régiments (le 329e régiment d'infanterie) que Châteauneuf-d'Ille-et-Vilaine tombe. Le colonel von Aulock, commandant des troupes allemandes de Saint-Malo, ordonne l'évacuation de la population. Le lendemain, quelques escarmouches de la Résistance ont lieu.[réf. nécessaire]

### Les combats pour Saint-Malo

#### Libération de Paramé

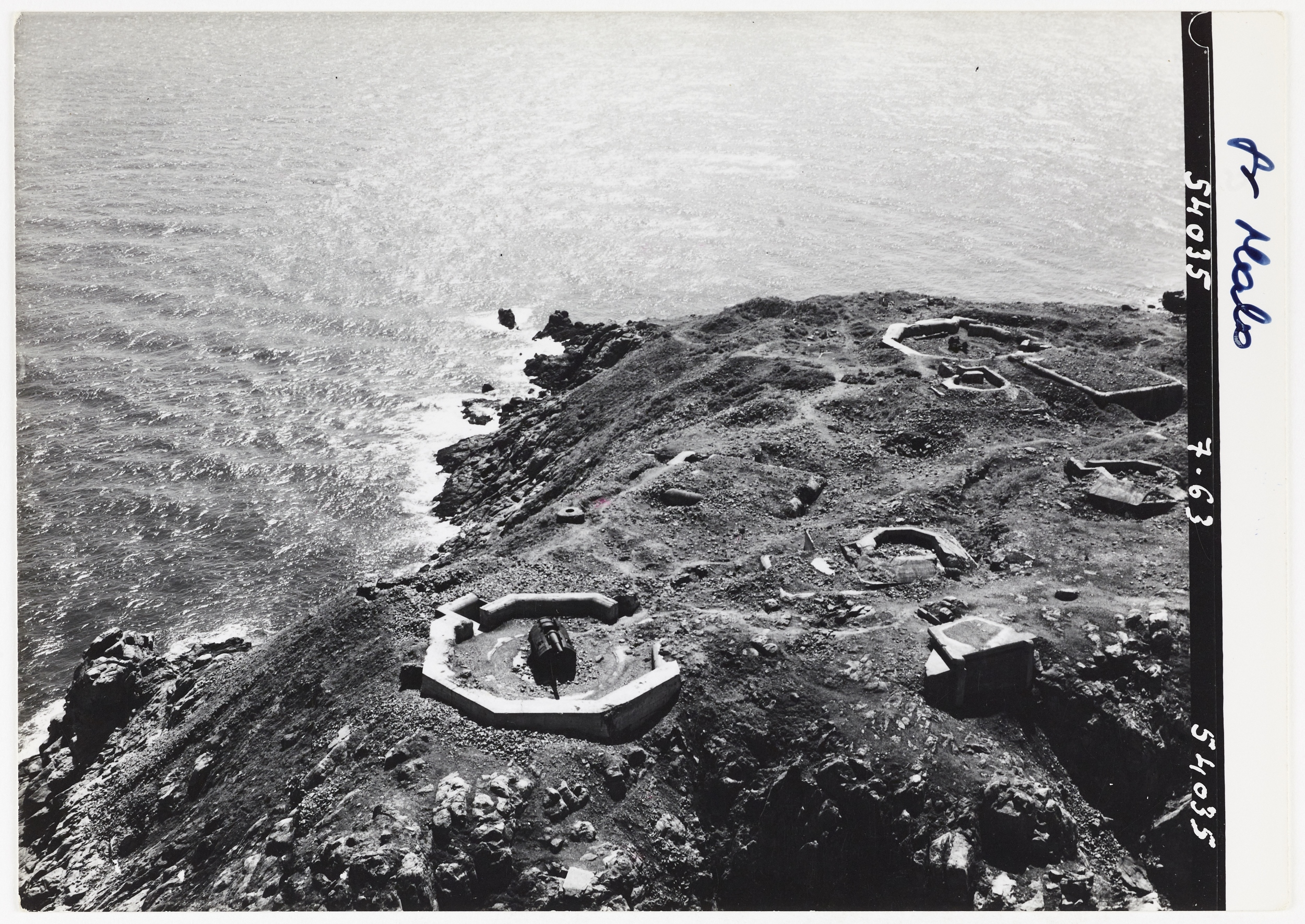
Saint-Malo, pointe de la Varde (vue du ciel) vestige des fortifications (photo de 1963)

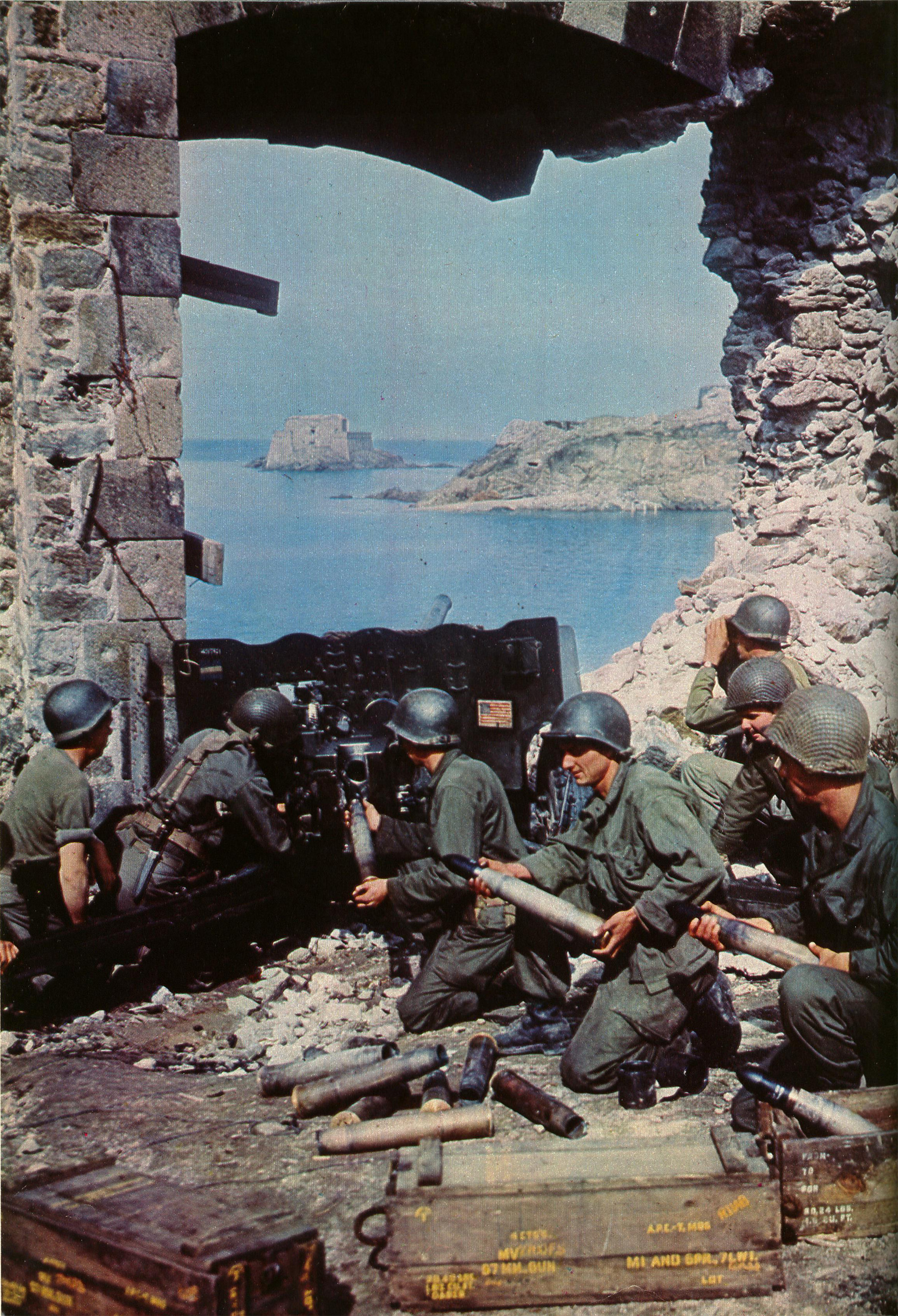
Les servants américains d'un canon antichar de 57 mm posent pour John Ford, en simulant un tir vers l'île du Grand Bé depuis la porte des Champs-Vauverts à Saint-Malo intra-muros.

Les troupes américaines approchent de Paramé (alors commune limitrophe à l'est de Saint-Malo à laquelle elle est aujourd'hui rattachée) où la défense allemande s'appuie sur trois points fortifiés : le fort de la Varde sur la pointe homonyme, Saint-Ideuc et la montagne Saint-Joseph, les trois étant reliés par une ligne anti-chars allant de la plage jusqu'à la voie ferrée, quelques champs de mines et un réseau de fils barbelés. La montagne Saint-Joseph abrite une garnison allemande de 500 hommes . Ils peuvent bénéficier de l'appui feu des canons longue portée de l'île de Cézembre. Le 6 aout, une première offensive alliée échoue, le lendemain le 330e régiment d'infanterie ne réussit pas plus. Paramé subit alors un bombardement des deux belligérants. Le 8 août au matin, un violent tir d'artillerie allié sur les positions allemandes permet l'infiltration de petits groupes de soldats américains dans la ville. Ils atteignent la mairie mais doivent progresser rue par rue, contrôlant  maison par maison, l'absence de soldats allemands. Des chars Sherman interviennent, non sans difficultés, pour passer et nettoyer les défenses anti-chars de la Maison Blanche. Le 9 août, la garnison de la montagne Saint-Joseph à court de munitions se rend et l'ensemble de Paramé est libéré, excepté les points fortifiés de Saint-Ideuc et de la pointe de la Varde. 4 jours plus tard, à court de munitions, Saint-Ideuc se rend. Le lendemain c'est au tour du fort de la Varde, isolé depuis plusieurs jours et lui aussi à court de munitions et qui ne peut résister à l'attaque américaine du 330e soutenue par de l'artillerie et des tanks destroyers.

### Destruction de Saint-Malointra-muroset de la cité d'Aleth

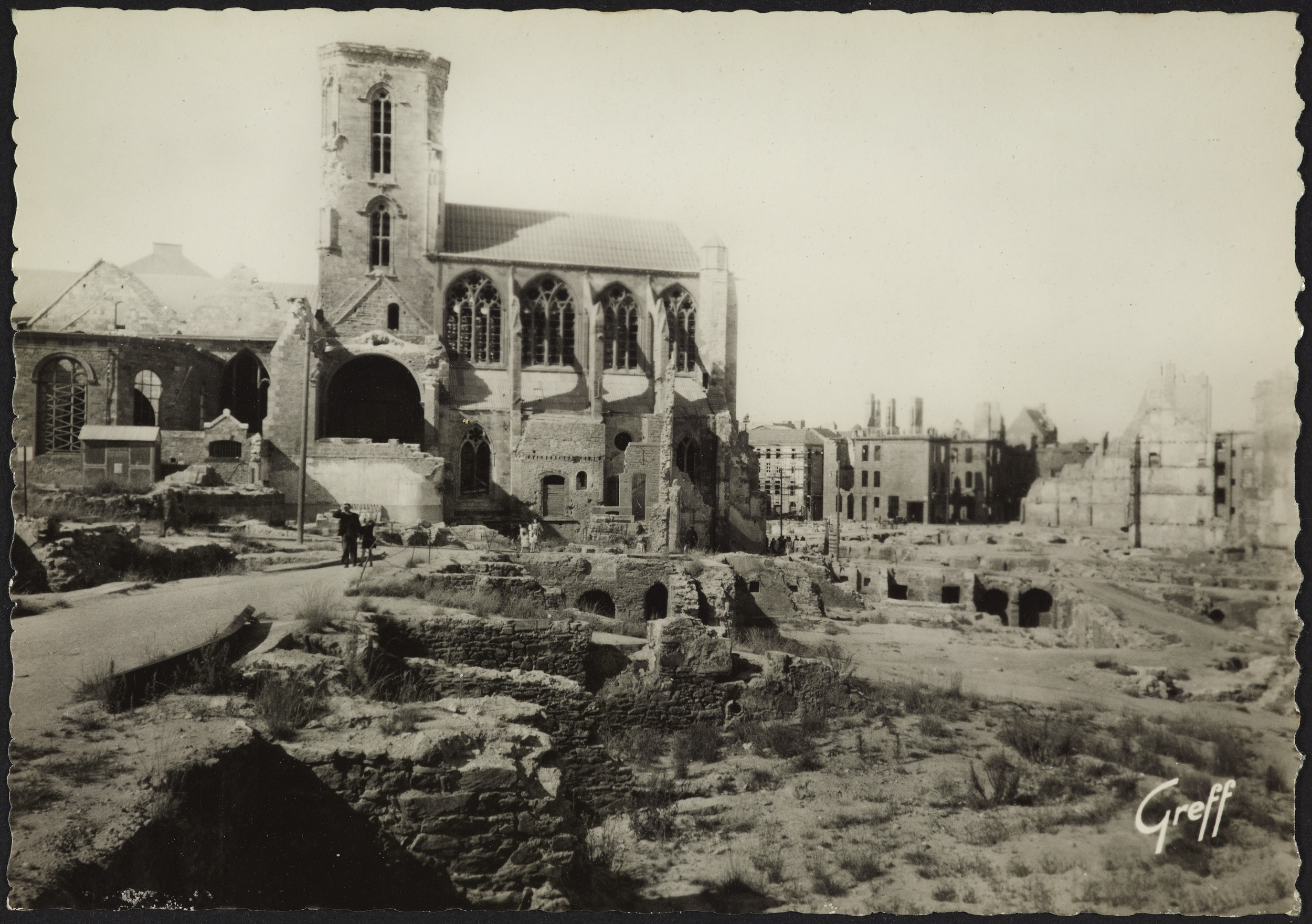
Saint-Malo, destructions août 1944, carte postale. Musée de Bretagne.

Si les troupes américaines ont franchi en quelques jours la ligne antichar, les différentes positions fortes allemandes (La pointe de la Varde, les défenses de Saint-Ideuc, Intra Muros et la cité d'Aleth) opposent une forte résistance. Dès le dimanche 6 août 1944, les premiers obus américains tombent sur la vieille cité malouine. Pourtant, conformément aux rapports de la Résistance bretonne, la garnison allemande qui stationne intra-muros est très réduite, ne comptant pas plus de 70 hommes appartenant à la 5e batterie DCA de la Flak-Abteilung 912. L'offensive américaine se poursuit plus d'une semaine sur Saint-Malo et ses environs. Le fort National n'échappe donc pas à ces funestes bombardements. Dans la nuit du 9 au 10 août 1944 notamment, alors que la vieille cité corsaire se consume sous les bombes alliées, 18 prisonniers malouins sont tués par des obus de la 3e armée américaine. Une plaque commémorative, apposée dans le fort, honore aujourd'hui leur mémoire.  Le dimanche 14 août 1944, la ville, le château, le Grand Bé et Cézembre subissent un nouveau bombardement aérien, l'aviation américaine envoyant cette fois 150 bombardiers lourds B-24 Liberator. Fort heureusement évacuée par les autorités allemandes quelque temps plus tôt, Saint-Malo est presque entièrement dévastée par les incendies qui suivent ce bombardement massif. Plus de 80 % des meubles, immeubles, archives, et biens personnels des Malouins sont entièrement détruits.

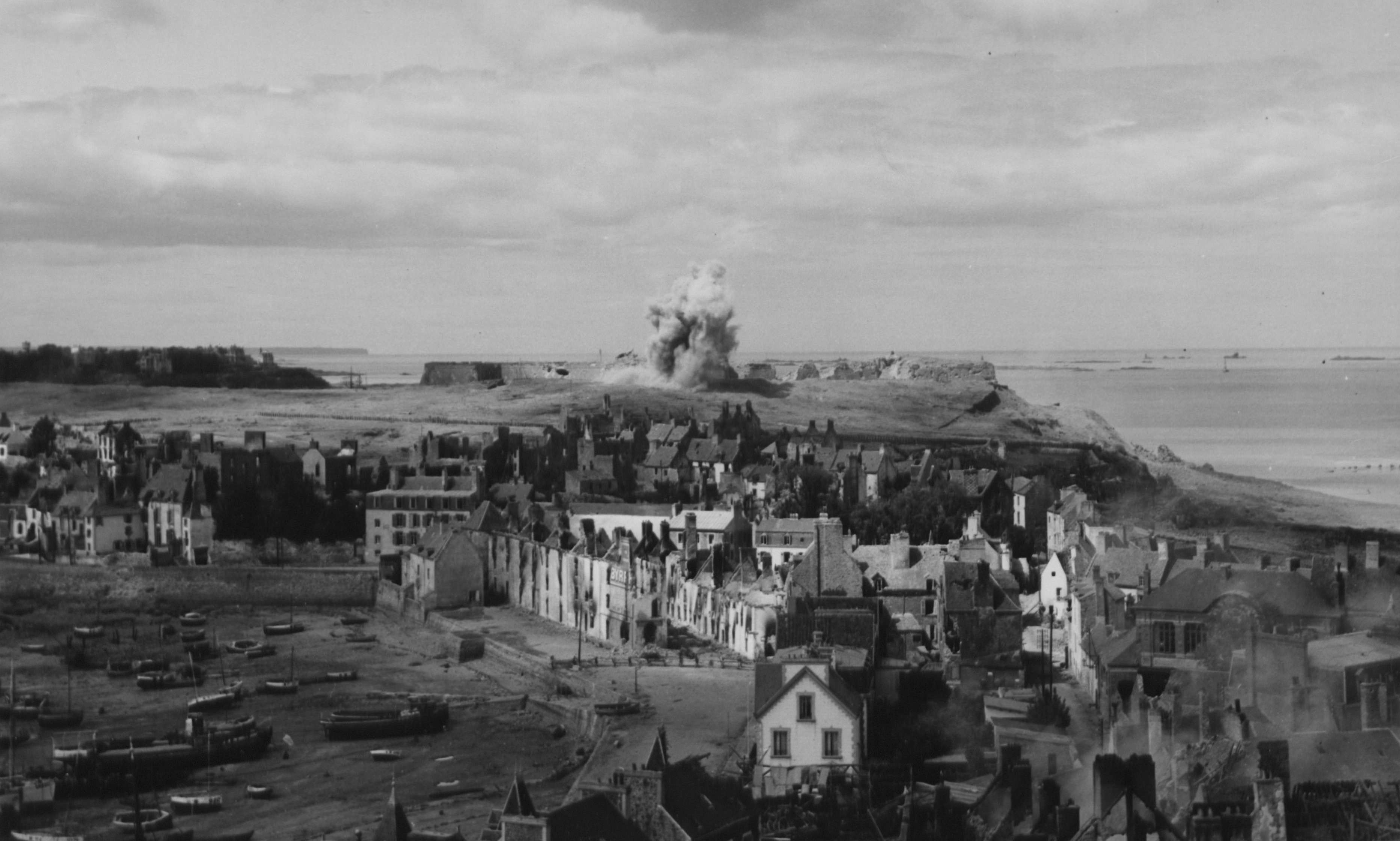
Bombardement de la cité d'Aleth en août 1944 (au premier plan, les bas-sablons).

Le lieutenant Franz Küster demande la reddition le lendemain du 14 août, après un siège destructeur de près de dix jours de Saint-Malo intra-muros.
La forteresse d'Aleth et sur l'île de Cézembre opposent une farouche résistance. La cité d'Aleth, à Saint-Servan de l'autre côté du port, abritant un réseau de bunkers et où se trouve le commandement allemand, ne se rend que le jeudi 17 août.

### La reddition de Cézembre

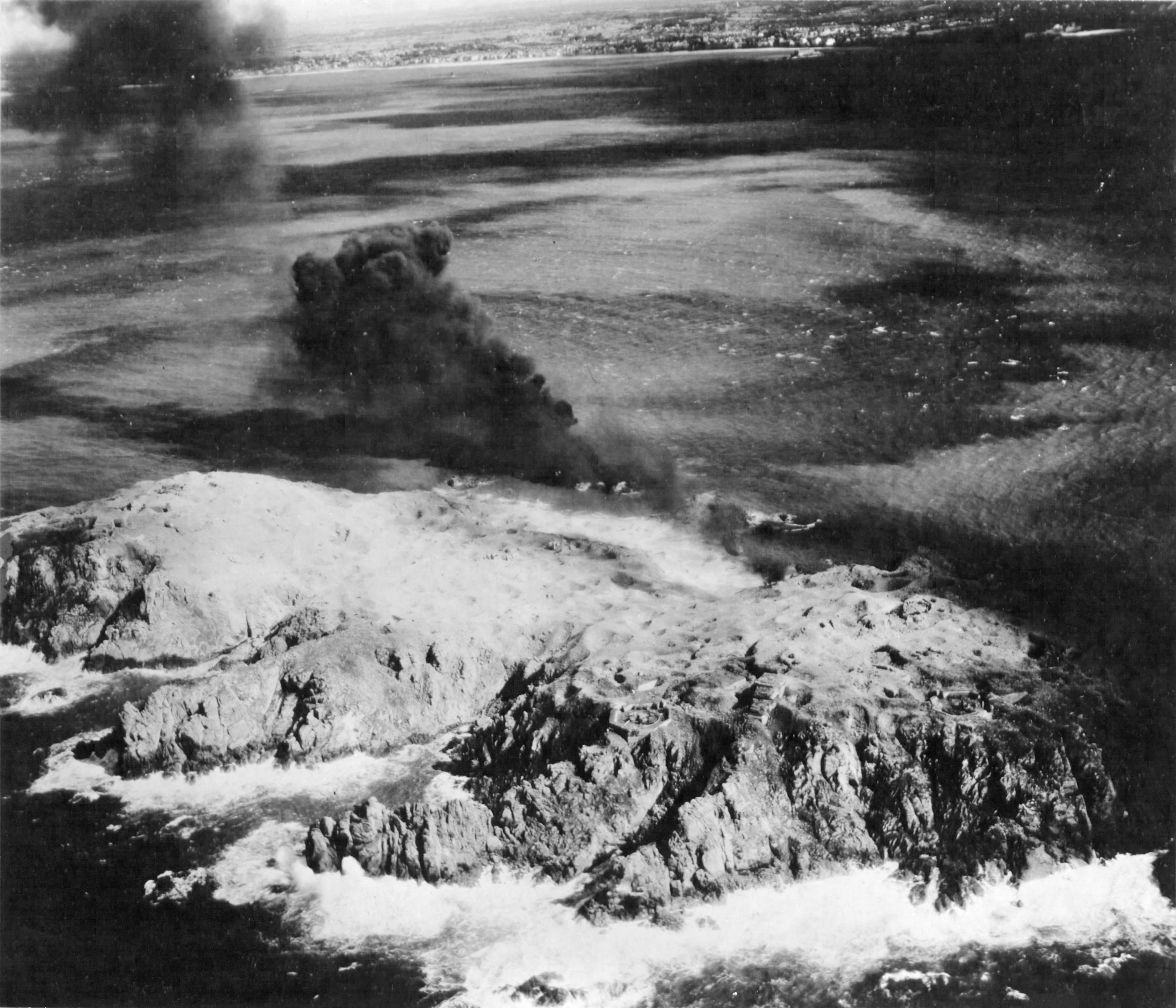
L'île de Cézembre est le dernier élément qui résiste face aux alliés. Après trois semaines d'un bombardement intense (photo), la garnison se rend le 2 septembre 1944.

Une petite garnison allemande occupait l’île de Cézembre depuis 1942. Le commandant de ces troupes était l’Oberleutnant der Reserv Richard Seuss. Les troupes présentes sur l'île étaient issues du Marine Artillerie Abteilung 608 (608e bataillon d’artillerie de la marine), d’éléments du Nachrichten-Abteilung 177 (unité de transmission) de la 77e division d'infanterie ainsi que d’Italiens de la première division Atlantique de fusiliers marins. Le 9 août 1944, le premier obus américain tombe sur l'île et par la suite ils ne cesseront plus jusqu’au 2 septembre 1944, malgré la reddition du Colonel Andreas von Aulock à Aleth. Après le 17 août 1944, la garnison passe sous l’autorité de l’amiral Friedrich Hüffmeier, commandant des forces d'occupation allemandes des îles Anglo-Normandes, qui tentera plusieurs fois de faire évacuer les blessés de l’île et d’apporter des vivres et munitions pour la garnison, avec plus ou moins de succès. Les bombardements intensifs par l’artillerie et l’aviation alliées ravagent l’île (notamment à cause du napalm et du phosphore), entre les bombardements, l’Oberleutnant Seuss vérifie les dégâts et les possibilités défensives de l’île en cas d’assaut amphibie sur l’île. Le second bataillon du 330e régiment d'infanterie américain se prépare d’ailleurs à débarquer, avec l’aide de LCVP (barges) et de LVT (blindés amphibies). Finalement, le 2 septembre 1944, à 9h40, l’Oberlteunant Seuss envoie un message au commandement des îles Anglo-Normandes demandant à déposer les armes. En effet, les abris et les armes lourdes étant détruits, les capacités défensives de l’île sont inexistantes face à un débarquement, il ne dispose pas non plus de réserves d'eau potable et ses hommes sont à bout, la plupart blessés. Huffmeier donne son accord et les 394 hommes de la garnison se rendent, mettant un terme aux combats dans la région de Saint-Malo.

## Conséquences de la bataille de Saint-Malo
À la Libération, 80 % de Saint-Malo intra-muros est détruite,, à l’exception des remparts : 683 des 865 immeubles, maisons ou bâtiments sont en ruines et il manque 2 000 logements.
Le 26 janvier 1947, la première pierre du nouveau Saint-Malo est posée en présence de René Delannoy. La fin symbolique du chantier a lieu en 1972 avec l’inauguration de la cathédrale Saint-Vincent.

### Articles détaillés
- Histoire de Saint-Malo
- Poches de résistance allemandes sur le littoral ouest-européen